# Villers-Bocage (Somma)
Villers-Bocage – miejscowość i gmina we Francji, w regionie Hauts-de-France, w departamencie Somma.
Według danych na rok 1990 gminę zamieszkiwały 1094 osoby, a gęstość zaludnienia wynosiła 77 osób/km² (wśród 2293 gmin Pikardii Villers-Bocage plasuje się na 264. miejscu pod względem liczby ludności, natomiast pod względem powierzchni na miejscu 224.).